# Jeremiah Films
Jeremiah Films ("Jeremias Filmes") é uma produtora de vídeos de baixo orçamento liderada por Patrick Matrisciana, um ativista cristão conservador. 'Jeremias Filmes' produz documentários críticos sobre os mais variados temas, como Terrorismo, Paganismo, Ocultismo, Evolução e até mesmo sobre movimentos religiosos como a Igreja Mórmon, a Igreja Adventista do Sétimo Dia e as Testemunhas de Jeová.
Seus documentários mais famosos são: "The God Makers" ("Os Criadores de Deus"), que é crítico ao Mormonismo, e também o documentário: "Witnesses of Jehovah" ("Testemunhas de Jeová") que é crítico ao movimento religioso das Testemunhas de Jeová.